# Bórzia
Bórzia - Борзя (rus) és una ciutat del krai de Zabaikàlie, a Rússia. Es troba a la vora del riu Bórzia, a la conca de l'Amur, a 280 km al sud-est de Txità i a 5.022 km a l'est de Moscou.

## Història
Tot i que hi havia hagut assentaments humans al lloc actual de la ciutat des del segle XVIII, la ciutat moderna va començar amb la construcció del Transsiberià el 1899. L'assentament al voltant de l'estació de ferrocarril de Borzya es va obrir oficialment el 1900. , anomenat Suvorovsky en honor a Alexander Suvorov. Aquest nom, però, no va ser molt utilitzat pels residents, que van continuar fent servir el mateix nom que l'estació de ferrocarril i el riu. El nom de Borzya es va oficialitzar finalment quan l'assentament va rebre l'estatus de ciutat el 1950.